# Sarracenia purpurea
A Sarracenia purpurea é uma planta carnívora. Foi a primeira planta de sua família a ser introduzida na Europa.
O nome "Sarracenia" é uma homenagem ao cientista e botânico canadense, que a divulgou na Europa, o Dr. Jean Antoine Sarracin. Descrita desde 1601, em 1640 foi enviada das Américas para a Inglaterra, quando ainda se desconhecia ser uma planta carnívora.
O nome "purpurea" (de cor púrpura) não se deve à coloração das folhas, mais marcante na "Purpurea venosa", mas sim à da flor. Esta, de grandes dimensões, é constituída por cinco grandes pétalas de cor púrpura com a forma de um guarda-chuva invertido. O fruto é semelhante a uma cápsula com cinco partes. É nessa cápsula que se encontram as sementes.
Uma característica interessante da planta é o perfume exalado da flor, alterando a fragrância durante as diferentes partes do dia.